# Final Fantasy Adventure
Final Fantasy Adventure, também conhecido como Seiken Densetsu: Final Fantasy Gaiden (聖剣伝説 ～ファイナルファンタジー外伝～, Seiken Densetsu ~Fainaru Fantajī Gaiden~) no Japão e Mystic Quest na Europa, é um spin-off de Final Fantasy e o primeiro jogo da série Mana. Foi lançado em 1991 para Game Boy.
Apresenta uma jogabilidade semelhante à de The Legend of Zelda, mas com a adição de elementos de RPG. Junto com Final Fantasy Mystic Quest, Final Fantasy Adventure foi o primeiro jogo de Final Fantasy a ser lançado na Europa. Um remake, Sword of Mana, foi lançado para o Game Boy Advance em 2003, mudando o enredo e muitos aspectos de jogabilidade. Um segundo remake foi lançado em telefones celulares no Japão, que melhorou os gráficos e a música da versão original. Um terceiro remake, Adventures of Mana, foi lançado para iOS, Android e PlayStation Vita em 4 de fevereiro de 2016.
A história segue um herói e uma heroína que tenta deter o Dark Lord of Glaive e seu feiticeiro assistente Julius de destruir a Tree of Mana e condenar o mundo. O jogo foi lançado com muitos elementos familiares da série Final Fantasy, como os Chocobos, mas que foram alterados em lançamentos futuros para apresentar características e inimigos comuns da série Mana.